# Джоелл Бехазі
Джоелл Бехазі (англ. Joëlle Békhazi, 27 квітня 1987) — канадська ватерполістка.
Призерка Чемпіонату світу з водних видів спорту 2009 року.
Призерка Панамериканських ігор 2007, 2011, 2015, 2019 років.